# NPremium2
nPremium2 è una rete televisiva generalista polacca gestita e di proprietà di Grupa ITI che trasmette in lingua polacca.